# باشگاه فوتبال لگانس
باشگاه فوتبال لگانِس (اسپانیایی: Club Deportivo Leganés‎) یک باشگاه حرفه‌ای فوتبال اسپانیایی است که در شهر لگانس، و در بخش مادرید قرار دارد.

## تاریخچه
باشگاه ورزشی لگانس در ۲۳ ژوئن ۱۹۲۸ توسط فلیکس پرز د لا سرنا با رامون دل هیرو به عنوان اولین رئیس آن تأسیس شد، و اولین بازی خود را در ۱ ژوئیه همان سال انجام داد. پس از ثبت نام در فدراسیون منطقه ای مرکزی (فدراسیون سلطنتی فوتبال مادرید) در دهه ۱۹۳۰ به دسته دوم ترجیحی ارتقا یافت، اما این نهاد مجبور به توقف فعالیت خود در سال ۱۹۳۶ به دلیل جنگ داخلی اسپانیا شد و برای یک دهه غیرفعال ماند.
این تیم در ۴ سپتامبر ۱۹۴۶، تاریخ ثبت نامش در فدراسیون کاستیلیا از دسته دوم معمولی دوباره تشکیل شد، و از آنجا تا زمان حضور در دسته سوم در فصل ۱۹۵۴–۱۹۵۵ موقعیت‌های خود را ارتقا داد. اجرای او در آن سطح چندان موفق نبود، زیرا در دهه ۱۹۶۰ او رده برنز را با رده‌های منطقه ای جایگزین کرد. رشد جمعیتی لگانس انگیزه ساخت تأسیسات جدیدی مانند زمین شهرداری لوئیس رودریگز د میگل را ایجاد کرد که در سال ۱۹۶۶ افتتاح شد و بیش از سه دهه خانه باشگاه بود.
نیروی محرکه اصلی باشگاه دپورتیوو لگانس، تاجر اهل لامانچا، خسوس پولو گونزالس بود از سال تا ۲۰۰۵ ریاست جمهوری را بر عهده. بازیکن شاخص آن دسته و اولین اسطوره باشگاه بنجامین مورنو بود که پنج فصل را در لگانس گذراند (۱۹۸۰–۱۹۸۵)، با ۱۶۵ بازی انجام شده و ۵۲ گل زده. پس از تثبیت در رده کاستیلیا، در ۱۹۸۶–۱۹۸۷ سوم شد و به لطف افزایش گروه‌ها به دسته دوم بی صعود کرد. مرد کلیدی دیگر مربی لوئیس آنخل دوکه بود که در فصل ۱۹۸۹–۹۰ وارد باشگاه شد و گروهی از بازیکنان را ساخت که آرزوی ارتقاء به رده حرفه ای را داشتند.
سرانجام در فصل ۱۹۹۲–۱۹۹۳ پس از کسب مقام اول در مرحله گروهی و پیروزی در برابر الچه، خرز و پالنسیا بدون حتی یک باخت موفق به صعود به دسته دوم شدند. صعود در ۲۷ ژوئن ۱۹۹۳ در مقابل تیم الچه در لوئیس رودریگز د میگل تأیید شد. ورود به لیگ حرفه ای فوتبال (LFP) به معنای تبدیل سی دی لگانس به یک شرکت ورزشی بود که در ۲۱ سپتامبر ۱۹۹۵ با ژسوس پولو به عنوان سهامدار اکثریت به پایان رسید.
لگانس برای یازده فصل متوالی در دسته دوم باقی ماند، اگرچه شروع کار دشوار بود. در سال‌های ۱۹۹۴–۱۹۹۵، تیم دوم تا آخر شد و باید پیشینی سقوط می‌کرد، اما از گسترش لیگ دسته اول به ۲۲ عضو و سقوط اداری پالاموس سود برد. بهترین موقعیت آنها در سال ۱۹۹۶–۱۹۹۷ رتبه هشتم بود، سالی که در آستانه بازی در صعود بودند. در ۱۴ فوریه ۱۹۹۸، استادیوم شهرداری بوتارک افتتاح شد که در زمین آن بازیکنانی مانند کاتانیا، ساموئل اتوئو و پتکسی پونیال قبل از ایجاد نشان خود در لیگ برتر دیده می‌شدند.
در فصل ۲۰۰۳–۰۴، این تیم پس از یک دوره بسیار آشفته سقوط کرد: این تیم توسط یک تهیه‌کننده موسیقی آرژانتینی، دانیل گرینبانک، خریداری شد، که تیمی را با خوزه پکرمن به عنوان مدیر ورزشی، کارلوس آیمار به عنوان مربی و تا شانزده بازیکن آمریکای جنوبی تشکیل داد. سودآوری پایین سرمایه‌گذاری باعث شد که Grinbank پروژه را در زمستان رها کند، و همچنین مشخص شد که خرید هرگز رسمی نشده است. و اگرچه ژسوس پولو به ریاست جمهوری بازگشت،  نتایج ضعیف لگانس را به بخش برنز محکوم کرد.
تیم آبی و سفید روی بازگشت به رده حرفه ای تمرکز کرد اما نتایج در دسته دوم به سود آنها نبود. رهبری که جایگزین پولو شد، به ریاست تاجر محلی روبن فرناندز به عنوان رئیس‌جمهور جدید، قادر به اصلاح مسیر ورزشی نبود و در نتیجه بحران اقتصادی مواردی از عدم پرداخت پول به بازیکنان وجود داشت، حتی ترس از بقای نهاد. با این حال، در دسامبر ۲۰۰۸، باشگاه توسط تاجر محلی فیلیپه مورنو خریداری شد، در حالی که همسرش ماریا ویکتوریا پاوون ریاست را بر عهده گرفت. مالکان جدید تمام بدهی‌ها را تسویه کردند، نهاد را بازسازی کردند و طرحی را با هدف بازیابی عضویت محلی طراحی کردند. اگرچه هدف همچنان صعود باقی ماند، لگانس حرفه ای بی‌ثبات داشت، با ده مربی جانشین یکدیگر در چهار فصل، و دو حذف در پلی آف صعود به عنوان بزرگ‌ترین دستاورد آنها.
ورود آسیر گاریتانو سرمربی باسکی در سال ۲۰۱۳ نقطه عطفی برای سی دی لگانس بود. به لطف سبکی از بازی که صلابت دفاعی را در اولویت قرار می‌داد، تیم «پپینرو» در فصل ۲۰۱۳–۱۴ نایب قهرمان شد و به لیگ دسته دوم بازگشت و L'Hospitalet را در مرحله صعود با گل شیلیایی کارلوس آلوارز شکست داد. در بازگشت به لالیگا دهم شد و در فصل ۲۰۱۵–۲۰۱۶ با صعود مستقیم به لیگ دسته اول به عنوان رتبه دوم، همه را شگفت زده کرد، در روز آخر با ضربه سر پابلو اینسوآ که باعث پیروزی آنها بر میراندس شد، حل شد. پس از ۸۸ سال تاریخ، تیم لگانس به بالاترین سطح سیستم لیگ اسپانیا رسیده بود.
لگانس در فصل ۲۰۱۶–۱۷ اولین حضور در لیگ دسته اول را داشت و موفق شد چهار فصل در لیگ برتر باقی بماند. در دو دوره اول، او یک بلوک مشابه صعود را حفظ کرد، با آسیر گاریتانو به عنوان مربی و مارتین مانتووانی آرژانتینی به عنوان کاپیتان. پس از اولین بازی با سیو در روزهای آخر، در کمپین ۲۰۱۷–۱۸ عملکرد خود را بهبود بخشید و پس از حذف رئال مادرید به نیمه نهایی کوپا دل ری رسید. گاریتانو در سال ۲۰۱۸ باشگاه را ترک کرد و مائوریسیو پلگرینو جایگزین او شد، که چندین خرید انجام داد و بهترین رده‌بندی "pepinera" در Primera را با رتبه سیزدهم به دست آورد. با این حال، در فصل ۲۰۱۹–۲۰ این تیم به مکان‌های صعود سقوط کرد و این منجر به جدایی مربی آرژانتینی شد. وضعیت با فروش نیم فصل یوسف انسیری و مارتین بریتویت، دو ستاره تیم بدتر شد. علیرغم اینکه خاویر آگویر مکزیکی کنترل را به دست گرفت، لگانس نتوانست در روز آخر از سقوط اجتناب کند.
مادریدی‌ها چهار سال در دسته دوم ماندند. در آن دوره، یک مالک جدید، گروه سرمایه‌گذاری آمریکایی Blue Crow Sports، به رهبری رهبر ورزشی جف لوهنو، در سال ۲۰۲۲ وارد شد. در فصل ۲۰۲۳–۲۰۲۴، تحت هدایت بورخا خیمنز، لگانس در آخرین روز قهرمان دسته دوم اعلام شد و به رده برتر بازگشت.

## آرم و لباس
لگانس لباس راه راه عمودی سفید و آبی، با شورت و جوراب سفید می‌پوشد. کیت دوم کاملاً سبز است. کیت سوم به رنگ بنفش با تن‌های صورتی است که برای حمایت از همه کسانی که از بیماری‌های نادر رنج می‌برند. سازنده، شرکت اسپانیایی جوما است و برای فصل ۲۰۲۲–۲۳، اسپانسر اصلی مالک باشگاه، Blue Crow Sports است.
رنگ‌های متمایز کنونی در سال ۱۹۵۴ به تصویب رسیدند، روی نشان‌ها وجود دارند و همچنین نماینده شهر هستند. اولین لگانس در سال ۱۹۲۸ یک پیراهن آبی و قرمز پوشید که بعداً به سه رنگ سبز، سفید و قرمز تغییر یافت. هنگامی که باشگاه در سال ۱۹۴۶ مجدداً تأسیس شد، یک لباس کاملاً سبز انتخاب شد که هشت سال بعد با لباس آبی و سفید جایگزین شد. از آن زمان، سبز به‌طور سنتی برای لباس دوم استفاده می‌شود.

## ورزشگاه
سی دی لگانس مسابقات خانگی خود را در استادیوم مونیسیپال د بوتارک با ظرفیت ۱۳۰۸۹ تماشاگر و چمن طبیعی انجام می‌دهد. در ۱۴ فوریه ۱۹۹۸ با ظرفیت اصلی ۸۱۳۸ صندلی افتتاح شد. ساخت و ساز توسط گروه ACS انجام شد و هزینه ۷۰۰ میلیون پستا بین شورای شهر لگانس - صاحب تأسیسات - و دولت جامعه مادرید تقسیم شد. پس از ارتقاء به دسته اول، ظرفیت آن افزایش یافته است، و توسعه آینده تا ۱۶۰۰۰ صندلی برنامه‌ریزی شده است.
محوطه باکس و پرس در جایگاه قرار دارد که از نظر فیزیکی از بقیه جایگاه‌ها جدا شده است که به دلیل اینکه تنها بخش مسقف است قابل توجه است. بقیه زمین به یک پایه کناری و دو انتهای تقسیم شده است که قسمت جنوبی آن توسط هواداران حریف استفاده می‌شود. در همین نزدیکی زمین چمن مصنوعی «Jesús Polo» قرار دارد که توسط تیم‌های فوتبال جوانان محلی و سایر تیم‌های محلی استفاده می‌شود.
قبل از نقل مکان به بوتارک، از سه مکان مختلف استفاده می‌شد. در سال اول زندگی، او در زمینی بود که توسط ارتش در میدان تیراندازی اهدا شد، و بعداً به یک زمین خاکی در Plaza Roma نقل مکان کرد. از سال ۱۹۶۶ تا ۱۹۹۸، در استادیوم لوئیس رودریگز د میگل، با ظرفیت ۵۰۰۰ تماشاگر و زمین خاکی که در دهه ۱۹۸۰ به چمن طبیعی تبدیل شد، قرار داشت. تالار شهر جدید و میدان اصلی لگانس در زمین اردوگاه سابق ساخته شده است.

### امکانات ورزشی
مسابقه سی دی لگانس "B" در مرکز ورزشی بوتارک.
از سال ۲۰۱۷، او در مرکز ورزشی بوتارک تمرین می‌کند، که با یک شهر ورزشی که توسط باشگاه تأمین می‌شود، توسعه یافته است. این مرکز دارای زمین‌های چمن طبیعی برای تمرین، و همچنین یک سالن بدنسازی، اتاق‌های پزشکی، اتاق غذاخوری و پارکینگ است. زمین اصلی دارای جایگاهی با ۱۷۵۰ صندلی است و توسط تیم ذخیره و جوونیل A استفاده می‌شود.
بقیه دسته‌های پایین‌تر در ضمیمه بوتارکی «ژسوس پولو» (چمن مصنوعی، ۱۳۰۰ تماشاگر) بازی می‌کنند، و فوتبال جوانان نیز دارای مرکز ورزشی شهرداری «لا کانترا» (چمن مصنوعی، ۴۰۰ تماشاگر) است.

## بازیکنان مطرح
این لیست شامل بازیکنانی است که حداقل ۱۰۰ بازی لیگ انجام داده‌اند و به جایگاه بین‌المللی رسیده‌اند.
| - آرژانتین ژوزه شاموت - فدریکو دومینگز - آرژانتین مارتین مانتووانی - آرژانتین جاناتان سیلوا - کامرون ساموئل اتوئو - کامرون آلن نیوم - پیر وبو - برایان رابلو - مارتین بریتویت - گینه استوایی چوپه - گینه استوایی ایوان زاراندونا - جولیان روندا | - دیمیتریس سیواس - مراکش نبیل الزهر - مراکش یوسف انسیری - مراکش نوردین امرابات - مکزیک دیگو ریس - کریستوفر اوهن - Kenneth Omeruo - پرتغال آریزا ماکوکولا - پائولو تورس - روسیه Andrei Mokh - عربستان سعودی یحیی الشهری - اسپانیا آلبرتو | - آلفردو - اسپانیا رائول آریباس - Unai Bustinza - اسپانیا کاتانها - اسپانیا ایوان کوئلار - خاویر اراسو - Óscar Fernández - اسپانیا روبن فالکون - اسپانیا جوردی لاردین - اسپانیا پدرو لارگو - اسپانیا کارلوس مارتینز - Miguel Melgar | - Miguel Muñoz - اسپانیا رائول مورنو - اسپانیا روبن پرز - اسپانیا خائمه راموس - اسپانیا اسکار رودریگز - اسپانیا کوئینی - دیگو رولان - مایکل سانتوس - ونزوئلا Darwin Machís |